# Secretaría General de Asuntos Internacionales, Unión Europea, G20 y Seguridad Global
La Secretaría General de Asuntos Internacionales, Unión Europea, G20 y Seguridad Global de España fue un órgano directivo del Gabinete de la Presidencia del Gobierno que entre 2018 y 2020 fue responsable de dar asesoramiento y apoyo técnico y político al presidente del Gobierno en toda su actividad internacional y en asuntos multilaterales y globales. Asimismo, le correspondían las funciones de coordinación de las áreas de su competencia y de los Departamentos que se le adscriben.
Tenía dependencia directa del director del Gabinete y su titular era nombrado por el rey previa deliberación del Consejo de Ministros a propuesta del presidente de Gobierno. Tenía rango de subsecretario. El titular de la Secretaría General de Asuntos Internacionales, UE, G20 y Seguridad Global era el enviado especial del presidente del Gobierno a las reuniones que a ese nivel de enviados especiales tienen lugar tanto en la Unión Europea como en el G-20.

## Historia
Este órgano apareció con la reforma de la Presidencia del Gobierno llevada a cabo por el presidente Pedro Sánchez en junio de 2018 para coordinar los departamentos de carácter internacional que previamente dependían de la Dirección Adjunta del Gabinete.
En enero de 2020, la reforma de la Presidencia llevó a su extinción, ya que su titular, José Manuel Albares, había sido nombrado Embajador de España en Francia. La mencionada reforma provocó que estas responsabilidades pasaran a depender directamente del director del Gabinete, a través de tres nuevos departamentos: el Departamento de Asuntos Económicos y G20, el Departamento de Asuntos Exteriores, y el Departamento de Unión Europea.

## Estructura
Para el desarrollo de sus funciones, la Secretaría General se estructuraba en los siguientes Departamentos, cuyos titulares tenían el rango de director general:
- El Departamento de Asuntos Internacionales y de Seguridad Global.
  - La Unidad de Coordinación, con rango de Subdirección General.
- El Departamento de Asuntos Europeos y G20.
  - La Unidad de Coordinación, con rango de Subdirección General.